# Marianne Abderhalden

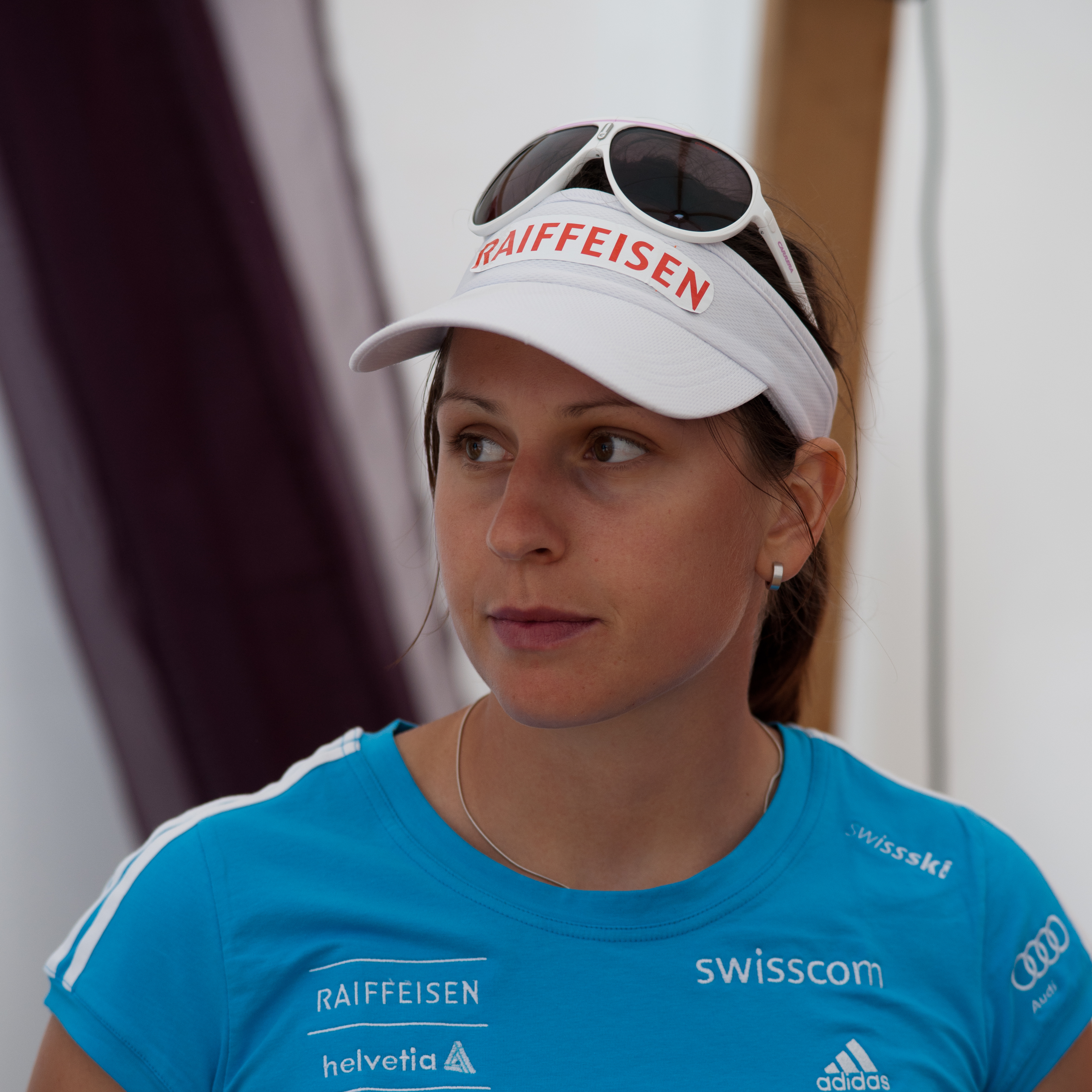
Marianne Abderhalden en 2011.

Marianne Abderhalden (nacida el 1 de abril de 1986 en Grabs, Suiza), es una esquiadora que tiene 1 victoria en la Copa del Mundo de Esquí Alpino (con un total de 5 podiums).

## Resultados

### Campeonatos Mundiales
- 2013 en Schladming, Austria
  - Combinada: 14.ª
  - Descenso: 20.ª
- 2015 en Vail/Beaver Creek, Estados Unidos
  - Descenso: 29.ª

### Copa del Mundo

#### Clasificación general Copa del Mundo
- 2005-2006: 124.ª
- 2007-2008: 113.ª
- 2008-2009: 126.ª
- 2009-2010: 74.ª
- 2010-2011: 44.ª
- 2011-2012: 107.ª
- 2012-2013: 51.ª
- 2013-2014: 16.ª
- 2014-2015: 76.ª

#### Clasificación por disciplinas (Top-10)
- 2013-2014:
  - Descenso: 5.ª

#### Victorias en la Copa del Mundo (1)

##### Descenso (1)
| Fecha                   | Lugar       |
| ----------------------- | ----------- |
| 21 de diciembre de 2013 | Val d'Isère |